# Redukció (intézmény)

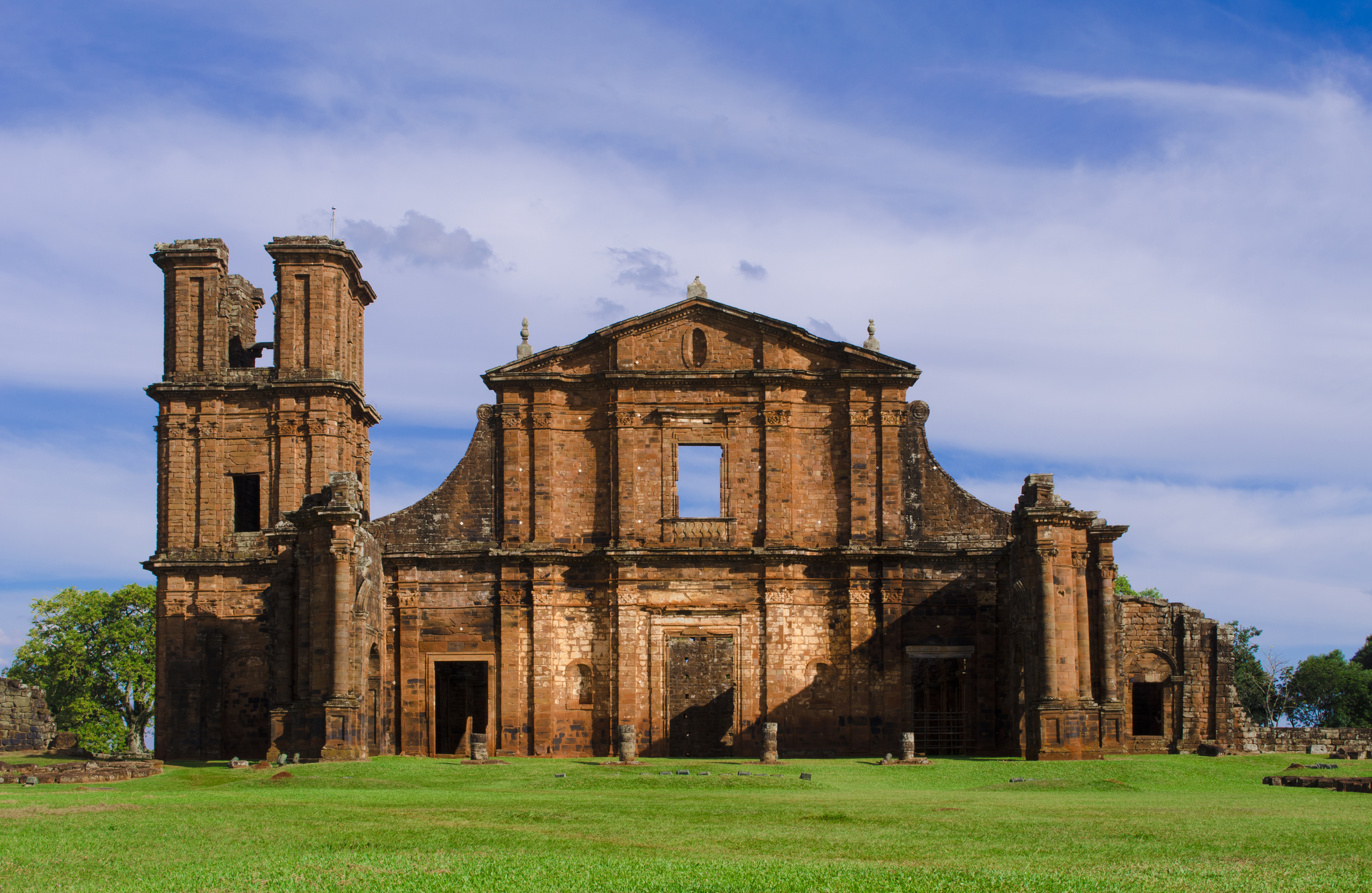
A São Miguel-redukció templomának romjai, világörökség

A redukciók (spanyolul reducciones vagy congregaciones, portugálul reduções vagy aldeias) az amerikai és kelet-indiai spanyol gyarmatokon létrehozott zárt települések a természeti népek letelepítésének, munkájuk hasznosításának, adóztatásának, keresztény hitre való térítésének, az európai civilizációhoz való szoktatásának céljából. Az elsőket a 16. század elején alapították, rendszerük pedig a 18. század második felében hanyatlott le. A redukciók lehettek egyháziak (amelyeket a katolikus egyház, különösen a jezsuiták alapítottak és tartottak fenn), és szekulárisak (amelyeket a spanyol kormányzati szervek ellenőriztek).

## Etimológia
A latin reduco jelentése „visszavezet”, amely arra a szándékra utalt, hogy az ezekre a településekre internált őslakosokat bevezetik, „visszavezetik” az egyházi és polgári életbe (ad ecclesiam et vitam civilem essent reducti).

## Történetük

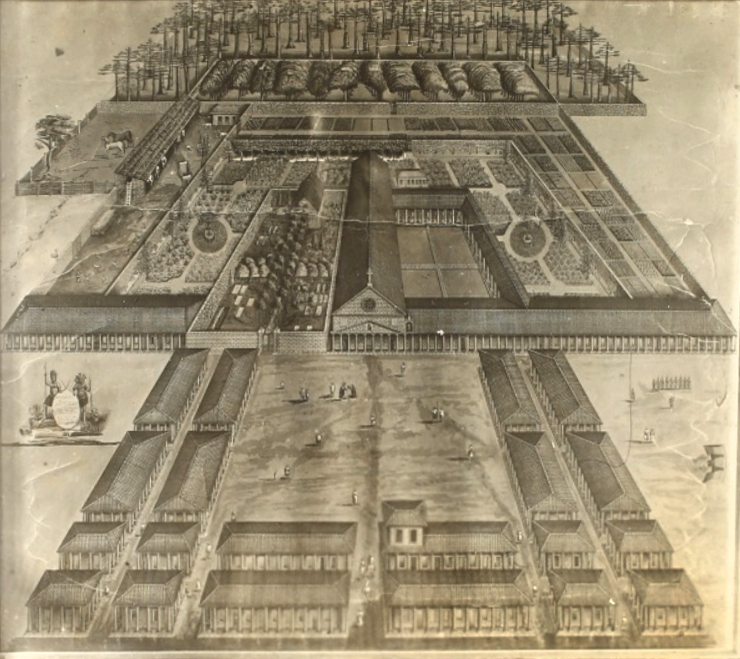
Egy redukció ábrázolása (São João Batista)

Már Amerika gyarmatosításának hajnalától igény mutatkozott a spanyolok körében az indiánok nomád életstílusának felszámolására, kultúrájuk megváltoztatására. A király és a kormányzók azt remélték, hogy engedelmes alattvalókat faragnak az őslakosokból, az egyház pedig azt, hogy keresztény hívekre tesznek szert. A spanyolok egészen a 18. századig azt vallották, hogy a „veszélyes, barbár” őslakosok beolvasztása a hispán civilizációba csak redukciókba való internálásuk árán lehetséges. Ezen felül gazdasági okok is közrejátszottak: a redukciók lakossága olcsó és megadóztatható munkaerőt jelentett a gyarmatosítóknak (ezért is alapították ezeket a spanyol települések közelében).
A redukálás természetesen csak a szabad őslakosokra vonatkozott, nem pedig a rabszolgasorba taszítottakra (akiket az „igaz háborúnak” nevezett hódítás során ejtettek foglyul). A rabszolgák, kényszermunkára ítéltek közül rengetegen meghaltak (például a Karib-térség őslakosainak nagy része); a redukciók viszont egy emberibb alternatívát biztosítottak.
A 18. század második felében a redukciók hanyatlani kezdtek, főként a jezsuiták 1767-es kitiltásának következményeként (ekkor ők mintegy 250 000 indiánt ügyeltek fel több, mint 250 misszióban). A tapasztalatlanság és hanyagság, az anyagi támogatás megszűnése, a papok és felügyelők hiánya, az indiánok folytatódó ellenállása, a portugálok előrenyomulása miatt a 19. század elejére a redukciók intézménye összeomlott, a missziók elnéptelenedtek. Az őslakosok visszatértek eredeti élőhelyeikre, vagy beolvadtak a gyarmatosító társadalomba, esetleg rabszolgakereskedők fogságába estek.
Egy tanulmány szerint a redukciók egyes pozitív hatásai a 21. században is tetten érhetőek: az egykori redukciók környékéről származó lakosság magasabb iskolázottsággal és jövedelemmel rendelkezik.

### Karib-térség
A redukciós politika legkorábbi alkalmazását 1503-ban említik, amikor Ferdinánd és Izabella megparancsolta, hogy telepítsék le a karibi szigetek bennszülötteit. A spanyolok elpusztították az indián falvakat, és újonnan épített településekben helyezték el őket.

### Közép-Amerika
Hernán Cortés 1519-es hódítása Közép-Amerikára helyezte a gyarmatosítás súlypontját. A karibi térséggel ellentétben ez a terület már nagyfokúan urbanizált volt, így nem volt szükséges az indiánok letelepítése; a spanyolok erőfeszítései főként azok kultúrájának megváltoztatására összpontosult (megkeresztelés, az európai civilizációba való integrálás). Redukciókat csak a gyéren lakott vidékeken hoztak létre, jellemzően Kalifornia és Alsó-Kalifornia területén.

### Dél-Amerika
A nyugati parton, az Inka Birodalom területén (melyet 1532-ben hódítottak meg) az indiánokat főként rabszolgaként alkalmazták, azonban sokan elszöktek vagy meghaltak, a gyarmat gazdasága pedig néhány évtized múlva hanyatlani kezdett. Francisco de Toledo felügyeletével 1569-től a spanyol gyarmatosítók körülbelül 1,4 millió őslakost telepítettek le 840 redukcióban, hogy megtörjék azok ellenállását, ellenőrizhessék őket, megkereszteljék őket, és megismertessék velük a civilizáció vívmányait. A redukciókat bányák mellett és mezőgazdaságra alkalmas völgyekben létesítették, ahol felhasználhatták a munkaerőt.
Ami a keleti partot illeti, a spanyol korona meg akarta szerezni a Río de la Plata medencéjének földjeit, mely magában foglalta az őslakosokat asszimilációját és keresztény hitre térítését. A térítésben és „redukálásban” a jezsuiták jártak élen, akik már 1609-től működtek a mai Paraguay területén, és sikereket értek el a guaranik evangelizációjában. A következő évtizedekben a jezsuiták a mai Brazília egy részére is kiterjesztették a redukciókat (kezdetben, 1626–1637 között a Tape-vidékre, majd a mai Rio Grande do Sul egészére).
A bandeirantek (kalandorok, szerencsevadászok) több alkalommal megtámadták a redukciókat, hogy az indiánokat elvigyék és eladják rabszolgának, a redukciók helyzete pedig hamarosan tarthatatlan lett. A király engedélyével felfegyverzett guaranik összecsaptak a bandeirantekkal és visszaverték őket (Mbororéi csata, 1641). Azok visszavonultak, de később bosszúvágytól fűtve visszatértek, az indiánokat elhurcolták vagy megölték, a felügyelőket elüldözték. A jezsuiták csak 1682-ben tértek vissza, mikor is megalapították az ún. Misiones Orientales (Sete Povos das Missões) redukciókat (ma Brazília része, és Rio Grande do Sul legrégebbről fennmaradt európai emlékei).
A redukálás egyes esetekben nem csak az indiánokra, hanem a spanyol bevándorlókra is vonatkozott: a 18. század elején a mai Chile területén a hegyekben elszigetelten élő spanyol gazdákat kötelezték, hogy a síkvidéken létesített településekre költözzenek.

### Kelet-India
A mai Fülöp-szigeteken a gyarmatosító spanyolok európai típusú településeket építettek, és ide telepítették át az ún. barangayok őslakosait.

## Élet a redukcióban
Minden 50 őslakos család számára négy darab, 15 × 10 méter alapterületű épületet utaltak ki a redukcióban. Az internáltak európai ruházatot kellett viseljenek, ágyban aludjanak, tilos volt testfestést alkalmazniuk és hagyományos szertartásokat (például rituális fürdőzés) végezniük. Sokan meghaltak kiszáradás miatt, mivel arra kötelezték őket, hogy a trópusi nap alatt gyapjúruhában műveljék a földet. Aki azonban nem viselt európai ruházatot, azt elítélte az inkvizíció.
A redukciókban nagyméretű, gazdagon díszített templomokat építettek, hogy a jezsuiták érzékeltessék a keresztény vallás fennsőbbrendűségét. Az indiánok amolyan „új sámánokként” fogadták el a jezsuitákat, ugyanis azok kiterjedt tudással rendelkeztek (például orvostudomány, a természeti jelenségek értelmezése), fémeszközöket adtak az őslakosoknak, és megvédték őket a bandeirantek támadásaitól.
A férfiakat arra kötelezték, hogy közülük egyesek olyan mesterségeket sajátítsanak el, mint például ács, kovács, szabó. A redukció gazdasági élete a földművelésre összpontosult.
A redukciókba való internálás elősegítette a járványok, különösen az európaiak által behurcolt betegségek (például szifilisz) terjedését a természeti népek között.